# Eubrontotherium
Eubrontotherium ist ein heute ausgestorbener Vertreter der Brontotherien, der vor 43 bis 34 Millionen Jahren in Nordamerika und Ostasien lebte. Es handelte sich um einen sehr großen Angehörigen dieser Unpaarhufergruppe. Vorwiegend bekannt ist er über einige Schädelfunde, die zeigen, dass er eine stammesgeschichtlich weit entwickelte Form war.

## Merkmale
Eubrontotherium war ein sehr großer Vertreter der Brontotherien, erreichte aber nicht die gewaltigen Ausmaße von Megacerops. Bekannt ist es über mehrere Schädel- und Unterkieferfunde, aber über nur wenig Fossilmaterial des Körperskelettes. Der Schädel wurde etwa 65 cm lang und war in der Aufsicht durch die bis zu 41 cm auskragenden Jochbeinbögen keilförmig gestaltet. An den Jochbögen fehlten aber die seitlichen knöchernen Schwellungen, die häufig bei anderen späten Brontotherien nachgewiesen sind. Die Stirnlinie war charakteristisch eingesattelt, ein markantes Merkmal für horntragende Brontotherien, zudem traten seitlich prominente parasagittale Knochenrücken auf. Das Hinterhauptsbein ist nicht vollständig überliefert, war aber deutlich nach hinten verlängert. Das Nasenbein hatte eine breite und lang ausgezogene Form und wölbte sich in seinem freien vorderen Teil etwas nach unten. Im Bereich der typischen Hörner war es seitlich verbreitert. Die Hörner bestanden wie bei allen Brontotherien aus Verlängerungen des hinteren Nasenbeins und waren von Auswüchsen des Stirnbeins überzogen. Sie saßen leicht vor der Orbita und hatten an der Basis einen ovalen, an der Spitze einen runden Querschnitt, waren allerdings nicht sehr hoch. Die Augenhöhlen selbst befanden sich oberhalb des ersten Molaren. Das Rostrum mit dem Oberkiefer und dem Zwischenkieferknochen war kurz, ragte aber etwas über das Nasenbein hinaus und war leicht aufwärts orientiert. Der sich zwischen diesem und dem Nasenbein gelegene Naseninnenraum reichte bis zum letzten Prämolaren.
Der kräftige Unterkiefer wurde 61 cm lang und hatte eine massive, fast 20 cm lange, sehr breite und im vorderen Bereich leicht aufgerichtete Symphyse. Hier war der Unterkiefer auch bis zu 9 cm breit. Das Gebiss war im Bereich der oberen Schneidezähne leicht reduziert, was nur bei den spätesten Vertretern der Brontotherien wie Parvicornus oder Megacerops bekannt ist, die Zahnformel lautete dadurch: {\displaystyle {\frac {2.1.4.3}{3.1.4.3}}}. Die Schneidezähne waren klein und kugelförmig und formten eine gerade und geschlossene, im Oberkiefer jedoch durch das fehlende innere Paar eine in der Mitte geöffnete Reihe. Der Eckzahn besaß eine konische Form und war mit bis zu 3,4 cm Länge sehr groß. Zur hinteren Bezahnung bestand ein kurzes, maximal 3,5 cm langes Diastema. Solche kurzen Zahnabstände sind typisch für entwickelte nordamerikanische Brontotherien und gingen in dieser Linie später ganz verloren. Der vorderste Prämolar war klein und gerundet und mit einem einzelnen Zahnschmelzhöcker versehen, die hinteren waren deutlich molarisiert und ähnelten den Molaren. Diese nahmen an Größe deutlich zu, waren insgesamt aber niederkronig (brachyodont). Der hinterste Molar hatte eine schmale, schlanke Form von bis zu 9,2 cm Länge. Typisch für Brontotherien war der Zahnschmelz auf den Kauoberflächen der Oberkiefermolaren W-förmig gestaltet. Die gesamte hintere Zahnreihe erreichte maximal 31 cm Länge.

## Fundstellen
Ursprünglich war Eubrontotherium nur von einer Fundstelle bekannt, aus dem Hancock Mammal Quarry im Wheeler County des US-Bundesstaates Oregon. Aus den hier aufgeschlossenen Ablagerungen der Clarno-Formation stammen neben einem nahezu vollständigen Schädel mit Unterkiefer mehrere weitere Schädel- und Kieferfragmente und zahlreiche isolierte Zähne. Von derselben, sehr fossilreichen Fundstelle wurden unter anderem auch die Reste des sehr frühen, zur „Stammgruppe“ der Nashörner zählenden Teletaceras berichtet, die auf ein Alter von rund 37 Millionen Jahren datiert werden. Allgemein werden die Funde aus dem Hancock Mammal Quarry dem Mittleren bis Oberen Eozän zugerechnet (lokalstratigraphisch Uintum bis Chadronium). Aus zeitlich etwas älteren Lagen der gleichen Region wurde der verzwergte Brontotherien-Vertreter Xylotitan berichtet. Weitere Funde von Eubrontotherium sind aus Ostasien bekannt und kamen in der Ergilin-Dzo-Formation in der östlichen Mongolei zum Vorschein. Sie beinhalten ein Teilskelett mit Schädel und einen weiteren isolierten Schädel. Diese Funde sind späteozänen Alters und gehören in der lokalen Stratigraphie dem Ulangochuium an.

## Paläobiologie
Wie bei vielen Brontotherien lässt sich anhand der Gestaltung der Eckzähne ein deutlicher Geschlechtsdimorphismus erkennen, der bei männlichen Tieren markant größere Zähne umfasst, die die Schneidezähne bei Weitem überragen, was bei weiblichen Tieren nicht der Fall ist. Allerdings sind bei männlichen Tieren die markanten Schwellungen der Jochbeinbögen als Muskelansatzstellen, wie von Duchesneodus und anderen späten Brontotherien bekannt, bisher nicht nachgewiesen.

## Systematik
Eubrontotherium ist eine Gattung aus der Familie der Brontotheriidae (ursprünglich Titanotheriidae), die aufgrund ihres charakteristischen Zahnbaus in die Nähe der heutigen Pferde gestellt werden. Innerhalb der Brontotherien ist Eubrontotherium Mitglied der Unterfamilie der Brontotheriinae und der Zwischentribus der Brontotheriita, die wiederum zur Tribus der Brontotheriini gehört. Die Tribus der Brontotheriini wurde ursprünglich von Bryn J. Mader als Unterfamilie der Telmatheriinae geführt und enthielt alle nordamerikanischen Brontotherien, die über ausgeprägte Hornansätze verfügten. in einer späteren Untersuchung benannte er diese aber in Brontotheriinae um. Matthew C. Mihlbachler setzte diese Unterfamilie 2008 auf den Rang der Tribus und trennte mit den Brontotheriita die weitgehend nordamerikanischen Brontotherien mit ausgebildeten paarigen Hörnern ab, zu denen etwa Megacerops, Duchesneodus oder Dianotitan gehören. Diese Zwischentribus steht den Embolotheriita mit Embolotherium gegenüber, welche die generell eurasischen Formen umfassen und die in der Regel nur ein einzelnes, verwachsenes und teilweise als Rammbock ausgebildetes Horn aufweisen.
Ursprünglich waren die als Clarno brontotheres bezeichneten Funde aus dem Hancock Mammal Quarry als zu Protitanops gehörig benannt worden, was aber einige Forscher bezweifelten. Die mongolischen Funde hatte man dagegen Metatitan und Parabrontops zugewiesen. Im Jahre 2007 wurde die Gattung Eubrontotherium von Matthew C. Mihlbachler wissenschaftlich erstbeschrieben, unter Berufung auf die Funde aus Oregon. Einzig anerkannte Art ist Eubrontotherium clarnoensis. Der informelle Name „Eubrontothere“ wurde aber bereits 1985 von Spencer Georges Lucas und Robert M. Schoch erstmals benutzt und umfasste alle stammesgeschichtlich jüngsten Brontotherien nordamerikanischen Ursprungs, die durch kleine kugelige Schneidezähne, stark molarisierte Prämolaren und gut entwickelte Hörner gekennzeichnet waren. Als „Eubrontotherien“ galten somit vor allem Megacerops und Duchesneodus. Der Artname clarnoensis bezieht sich auf die Erstfunde aus der Clarno-Formation.